# 1322
Il 1322 (MCCCXXII in numeri romani) è un anno  del XIV secolo.

## Eventi
- A Pisa ha luogo la congiura dei Lanfranchi ai danni del conte Ranieri della Gherardesca

## Nati
- 11 gennaio - Kōmyō, imperatore giapponese († 1380)
- 12 febbraio - Giovanni Enrico di Lussemburgo, nobile austriaco († 1375)
- 24 giugno - Giovanna di Brabante, nobile († 1406)
- Agnese d'Austria, principessa († 1392)
- Gómez de Albornoz, condottiero spagnolo († 1377)
- Radoslav Hlapen, militare serbo
- Nicola di Lussemburgo, patriarca cattolico tedesco († 1358)
- Rodolfo IV d'Asburgo-Laufenburg, condottiero tedesco († 1383)
- William Walworth, politico inglese († 1385)
- Nicola d'Arborea, nobile italiano († 1370)

## Morti
- 3 gennaio - Filippo V di Francia, re francese (n. 1293)
- 11 febbraio - Pietro da Cuneo, religioso italiano
- 16 marzo - Humphrey de Bohun, IV conte di Hereford, militare britannico (n. 1276)
- 22 marzo - Manfredi Beccaria, politico italiano
- 22 marzo - Tommaso Plantageneto, II conte di Lancaster, nobile britannico
- 8 aprile - Margherita di Boemia, nobildonna boema (n. 1296)
- 14 aprile - Bartholomew de Badlesmere, nobile e militare britannico (n. 1275)
- 20 aprile - Simone da Todi, religioso italiano
- 22 aprile - Francesco Venimbeni, presbitero italiano (n. 1251)
- 24 giugno - Matteo I Visconti, nobile (n. 1250)
- 7 luglio - Pellegrino da Città di Castello, vescovo cattolico italiano
- 22 luglio - Luigi I di Nevers, conte
- 2 agosto - Iolanda di Dreux, regina (n. 1263)
- 9 agosto - Giovanni della Verna, francescano e presbitero italiano (n. 1259)
- 25 agosto - Beatrice di Slesia-Glogau, nobile e imperatrice polacca
- 7 settembre - Enrico I di Brunswick-Lüneburg, nobile tedesco (n. 1267)
- 17 settembre - Roberto III di Fiandra, conte (n. 1249)
- 18 settembre - Adam FitzRoy, nobile inglese (n. 1307)
- 20 settembre - Rinaldo da Polenta, arcivescovo cattolico italiano
- 4 ottobre - Agnese di Savoia, contessa (n. 1286)
- 11 ottobre - Agnese d'Asburgo, nobildonna (n. 1257)
- 16 novembre - Abu l-Juyush Nasr, sultano (n. 1287)
- Pietro Aureolo, filosofo, teologo e arcivescovo francese
- Maud Chaworth, nobile inglese (n. 1282)
- Lope Díaz de Haro, trovatore spagnolo
- Ma Duanlin, scrittore e enciclopedista cinese (n. 1245)
- Matfre Ermengau, trovatore francese
- Federico I da Montefeltro, politico e condottiero italiano
- Teodoro Svetoslav di Bulgaria, sovrano bulgaro
- Zhao Mengfu, pittore cinese (n. 1254)

## Calendario
| Calendario 1322 | Calendario 1322 | Calendario 1322 | Calendario 1322 | Calendario 1322 | Calendario 1322 | Calendario 1322 | Calendario 1322 | Calendario 1322 | Calendario 1322 | Calendario 1322 | Calendario 1322 | Calendario 1322 | Calendario 1322 | Calendario 1322 | Calendario 1322 | Calendario 1322 | Calendario 1322 | Calendario 1322 | Calendario 1322 | Calendario 1322 | Calendario 1322 | Calendario 1322 | Calendario 1322 | Calendario 1322 | Calendario 1322 | Calendario 1322 | Calendario 1322 | Calendario 1322 | Calendario 1322 | Calendario 1322 | Calendario 1322 | Calendario 1322 |
| --------------- | --------------- | --------------- | --------------- | --------------- | --------------- | --------------- | --------------- | --------------- | --------------- | --------------- | --------------- | --------------- | --------------- | --------------- | --------------- | --------------- | --------------- | --------------- | --------------- | --------------- | --------------- | --------------- | --------------- | --------------- | --------------- | --------------- | --------------- | --------------- | --------------- | --------------- | --------------- | --------------- |
|                 | 1               | 2               | 3               | 4               | 5               | 6               | 7               | 8               | 9               | 10              | 11              | 12              | 13              | 14              | 15              | 16              | 17              | 18              | 19              | 20              | 21              | 22              | 23              | 24              | 25              | 26              | 27              | 28              | 29              | 30              | 31              |                 |
| Gennaio         | Ve              | Sa              | Do              | Lu              | Ma              | Me              | Gi              | Ve              | Sa              | Do              | Lu              | Ma              | Me              | Gi              | Ve              | Sa              | Do              | Lu              | Ma              | Me              | Gi              | Ve              | Sa              | Do              | Lu              | Ma              | Me              | Gi              | Ve              | Sa              | Do              |                 |
| Febbraio        | Lu              | Ma              | Me              | Gi              | Ve              | Sa              | Do              | Lu              | Ma              | Me              | Gi              | Ve              | Sa              | Do              | Lu              | Ma              | Me              | Gi              | Ve              | Sa              | Do              | Lu              | Ma              | Me              | Gi              | Ve              | Sa              | Do              |                 |                 |                 |                 |
| Marzo           | Lu              | Ma              | Me              | Gi              | Ve              | Sa              | Do              | Lu              | Ma              | Me              | Gi              | Ve              | Sa              | Do              | Lu              | Ma              | Me              | Gi              | Ve              | Sa              | Do              | Lu              | Ma              | Me              | Gi              | Ve              | Sa              | Do              | Lu              | Ma              | Me              |                 |
| Aprile          | Gi              | Ve              | Sa              | Do              | Lu              | Ma              | Me              | Gi              | Ve              | Sa              | Do              | Lu              | Ma              | Me              | Gi              | Ve              | Sa              | Do              | Lu              | Ma              | Me              | Gi              | Ve              | Sa              | Do              | Lu              | Ma              | Me              | Gi              | Ve              |                 |                 |
| Maggio          | Sa              | Do              | Lu              | Ma              | Me              | Gi              | Ve              | Sa              | Do              | Lu              | Ma              | Me              | Gi              | Ve              | Sa              | Do              | Lu              | Ma              | Me              | Gi              | Ve              | Sa              | Do              | Lu              | Ma              | Me              | Gi              | Ve              | Sa              | Do              | Lu              |                 |
| Giugno          | Ma              | Me              | Gi              | Ve              | Sa              | Do              | Lu              | Ma              | Me              | Gi              | Ve              | Sa              | Do              | Lu              | Ma              | Me              | Gi              | Ve              | Sa              | Do              | Lu              | Ma              | Me              | Gi              | Ve              | Sa              | Do              | Lu              | Ma              | Me              |                 |                 |
| Luglio          | Gi              | Ve              | Sa              | Do              | Lu              | Ma              | Me              | Gi              | Ve              | Sa              | Do              | Lu              | Ma              | Me              | Gi              | Ve              | Sa              | Do              | Lu              | Ma              | Me              | Gi              | Ve              | Sa              | Do              | Lu              | Ma              | Me              | Gi              | Ve              | Sa              |                 |
| Agosto          | Do              | Lu              | Ma              | Me              | Gi              | Ve              | Sa              | Do              | Lu              | Ma              | Me              | Gi              | Ve              | Sa              | Do              | Lu              | Ma              | Me              | Gi              | Ve              | Sa              | Do              | Lu              | Ma              | Me              | Gi              | Ve              | Sa              | Do              | Lu              | Ma              |                 |
| Settembre       | Me              | Gi              | Ve              | Sa              | Do              | Lu              | Ma              | Me              | Gi              | Ve              | Sa              | Do              | Lu              | Ma              | Me              | Gi              | Ve              | Sa              | Do              | Lu              | Ma              | Me              | Gi              | Ve              | Sa              | Do              | Lu              | Ma              | Me              | Gi              |                 |                 |
| Ottobre         | Ve              | Sa              | Do              | Lu              | Ma              | Me              | Gi              | Ve              | Sa              | Do              | Lu              | Ma              | Me              | Gi              | Ve              | Sa              | Do              | Lu              | Ma              | Me              | Gi              | Ve              | Sa              | Do              | Lu              | Ma              | Me              | Gi              | Ve              | Sa              | Do              |                 |
| Novembre        | Lu              | Ma              | Me              | Gi              | Ve              | Sa              | Do              | Lu              | Ma              | Me              | Gi              | Ve              | Sa              | Do              | Lu              | Ma              | Me              | Gi              | Ve              | Sa              | Do              | Lu              | Ma              | Me              | Gi              | Ve              | Sa              | Do              | Lu              | Ma              |                 |                 |
| Dicembre        | Me              | Gi              | Ve              | Sa              | Do              | Lu              | Ma              | Me              | Gi              | Ve              | Sa              | Do              | Lu              | Ma              | Me              | Gi              | Ve              | Sa              | Do              | Lu              | Ma              | Me              | Gi              | Ve              | Sa              | Do              | Lu              | Ma              | Me              | Gi              | Ve              |                 |